# 安達政実
安達 政実（あだち まさみ、1956年8月16日 - ）は、日本の実業家。北越工業株式会社取締役。

## 人物・経歴
1956年新潟県生まれ。1979年3月千葉商科大学商経学部卒業。1979年4月北越工業株式会社入社。2004年経営企画室主査、2008年3月経営企画室(内部統制担当)主査、2010年3月管理本部長付主査、2010年6月常勤監査役、2019年6月取締役（常勤監査等委員）就任。